# Jasna Đuričić
Jasna Đuričić (en alfabet ciríl·lic serbi: Јасна Ђуричић; Ruma, 16 d'abril de 1966) és una actriu sèrbia, més coneguda per interpretar el paper principal a la pel·lícula bosniana Quo Vadis, Aida?, que va ser nominada a l'Oscar a la millor pel·lícula de parla no anglesa el 2021.

## Biografia
Đuričić va néixer a Ruma, Sèrbia. Es va graduar a l'Acadèmia de les Arts a la Universitat de Novi Sad el 1989, on va estudiar amb el conegut actor serbi Branko Pleša, i on ella mateixa és ara professora d'actuació. Đuričić va ser membre permanent del Teatre Nacional Sèrbi a Novi Sad des de 1990 fins a 2005.
El 2014, va ser guardonada amb l'anell de Dobrica (en serbi: Добричин прстен, Dobritxin prsten), un premi a la seva trajectòria atorgat a actors serbis destacats.
Als 34ns Premis del Cinema Europeu va rebre el premi a la millor actriu pel seu paper a la pel·lícula de guerra de Bòsnia Quo Vadis, Aida?.
Actualment viu a Novi Sad amb el seu marit Boris Isaković, un altre actor.

## Filmografia selecta

### Pel·lícules
| Any  | Títol                         | Paper           | Notes |
| ---- | ----------------------------- | --------------- | ----- |
| 2010 | Beli, beli svet               | Ruzica          |       |
| 2013 | Za one koji ne mogu da govore | Edina           |       |
| 2016 | Dobra žena                    | Suzana          |       |
| 2016 | Dnevnik mašinovođe            | Sida            |       |
| 2020 | Quo Vadis, Aida?              | Aida Selmanagić |       |

## Premis
- Premi a la millor actriu al Festival Internacional de Cinema de Locarno per Beli beli svet (2010)[4]
- Premi a la millor actriu al Festival Internacional de Cinema de Les Arcs per Beli beli svet (2010)
- Premi a la millor actriu al Festival de Cinema El Gouna per Quo Vadis, Aida? (2020)[5]
- Premi del Cinema Europeu a la millor actriu als 34ns Premis del Cinema Europeu per Quo Vadis, Aida? (2021)